# أتيلا لاسلو
أتيلا لاسلو (بالمجرية: László Attila)‏ هو عازف جاز وملحن مجري، ولد في 10 يوليو 1953 في كابوشفار في المجر.

## وصلات خارجية
- أتيلا لاسلو على موقع ميوزك برينز (الإنجليزية)
- أتيلا لاسلو على موقع ميوزك برينز (الإنجليزية)